# Давня казка
«Давня казка» — поема української поетеси Лесі Українки; написана в 1893 році.

## Історія написання
Чистовий автограф поеми містить дату і місце написання, «Київ, 12.11.93», поправки і зауваження на полях Олени Пчілки, які Леся Українка врахувала при підготовці поеми до друку, викресливши всі ті місця, що могли б нагадувати про її власну недугу.
Поему вперше було надруковано у журналі «Житє і слово», Львів, 1896, книга 6, сторінки 442—453.
Автограф містить також інші незначні відмінності. За автографом поему вперше надруковано у виданні: Леся Українка. Твори в п'яти томах. Т. І. К., Держлітвидав, 1951, с. 363—386.
У другому прижиттєвому виданні (збірка «Думи і мрії», Львів, 1899, сторінки 3 — 29) текст поеми остаточно відредаговано і виправлено.

## Тема
Тема твору Лесі Українки «Давня казка» полягає в тому, що люди не цінять допомоги інших, а просто використовують їх. І не розуміють, що шкодять їм і всім всім, хто існує завдяки золоту й свинцю.
Роль і місце поета у визволенні народу від гніту.

## Сюжет
В одній країні жив талановитий Поет. Його пісні розходилися по всьому світу, були й порадою й розвагою. Якось Поет лежав у гаю просто на стежині. Гурт мисливський за цілий день нічого не вполював, і лицар сам повертався стежиною. Побачивши Поета, посміявся, що той, напевно, чекає гостинця. Поет же відповів, що в нього є більше багатство — поле, небо, синє море і його думки, які скрізь гуляють на волі. Граф засміявся й сказав, що віддав би увесь той химерний, таємний світ за справжнє графство й замок.
Якось приїхав лицар Бертольдо до Поета й попросив допомогти йому завоювати серце прекрасної донни Ізідори. Поет написав серенаду, лицар проспівав її, здобув прихильність дівчини й одружився з нею. На весіллі було багато людей, тільки Поета забули запросити.
Минув час. Король послав військо на чолі з Бертольдом на війну. Спочатку йому щастило, а потім лицарство потомилося, стало ремствувати, ніяк не могло взяти бусурманське царство. Почали нарікати на графа, навіть кинулись до зброї. Але тут виступили співці й проспівали про боягузів. Військо засоромилося, кинулося на штурм і здобуло перемогу. Бертольдо повернувся зі славою та багатством, але одразу ж забув про обіцяну нагороду для Поета, який склав ті підбадьорюючі пісні.
Спливло багато часу. Бертольдо зажив щасливо разом із дружиною, був справедливим і добрим паном. Але розкішне життя вимагало коштів, тож граф почав уводити різні мита, панщину, податки. Люди жили, як у пеклі. Одного разу пан почув, що по місту ходять співці й закликають до непокори. Бертольдо здогадався: ці бунтівничі думки — від його знайомого Поета, і відправив до нього слуг. Поет відповів, що не хоче надіти на вільні руки золоті кайдани. Тоді граф звелів посадити Поета в темницю, де той і загинув.

## Видання в УРСР
Поему включено до збірника Українська дожовтнева поезія: вибрані твори для середнього шкільного віку / Редколегія: В. В. Бичко ; Упоряд., вступ.ст. та приміт. Н. Л. Калениченко . — Київ: Веселка, 1978 . — 239 с. : іл. — (Шкільна бібліотека). Сторінки 194—217